# Eddie Dibbs

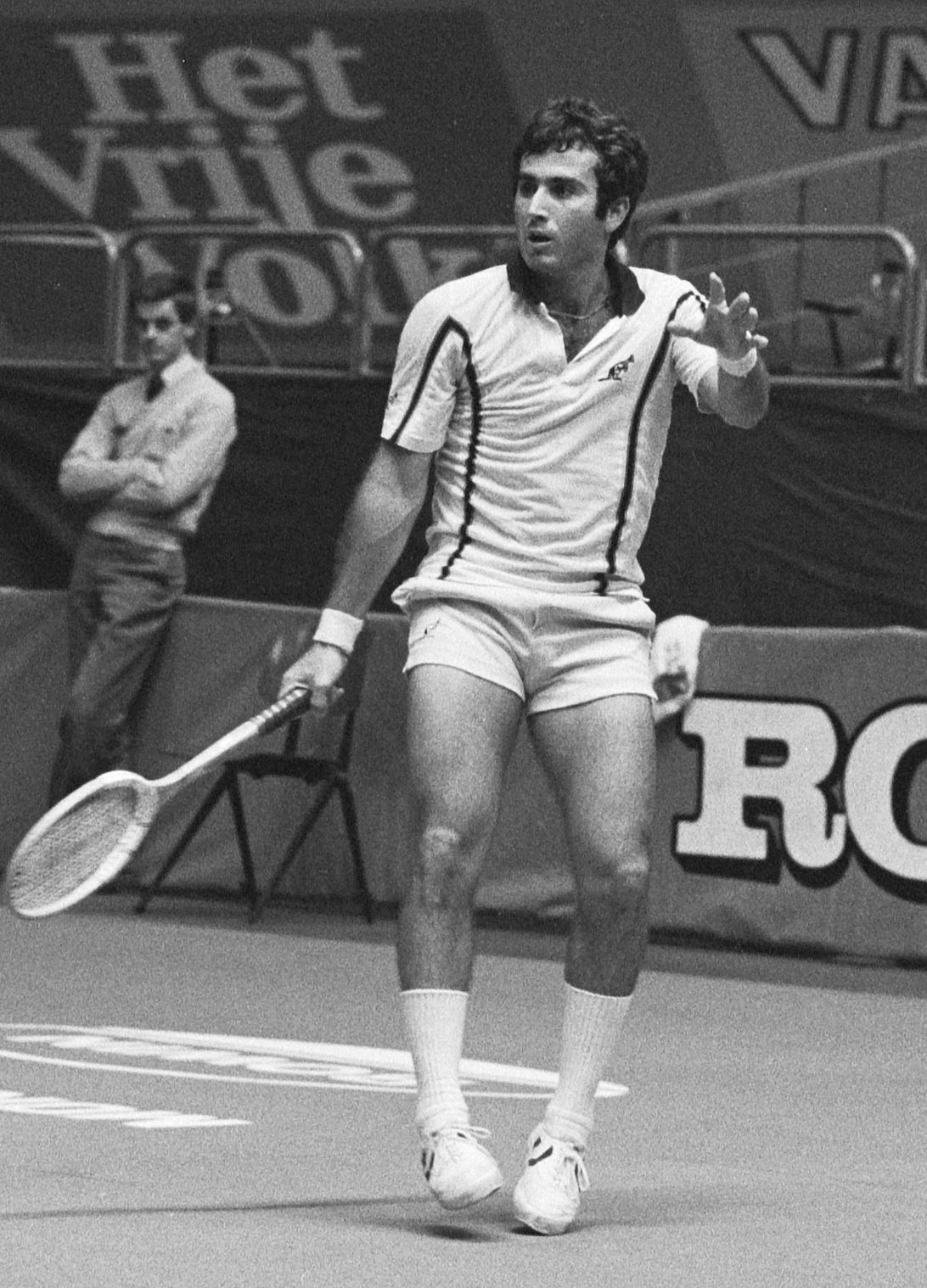
Eddie Dibbs

Eddie Dibbs (23 de febrero de 1951) es un jugador estadounidense de tenis. En su carrera conquistó 22 torneos ATP de individuales y 1 torneo ATP de dobles. Su mejor posición en el ranking de individuales fue el N.º 5 en julio de 1978. En 1975 y 1976 llegó a semifinales de Roland Garros. También llegó en 3 ocasiones a cuartos de final del Abierto de Estados Unidos.